# مجدال هعيمق

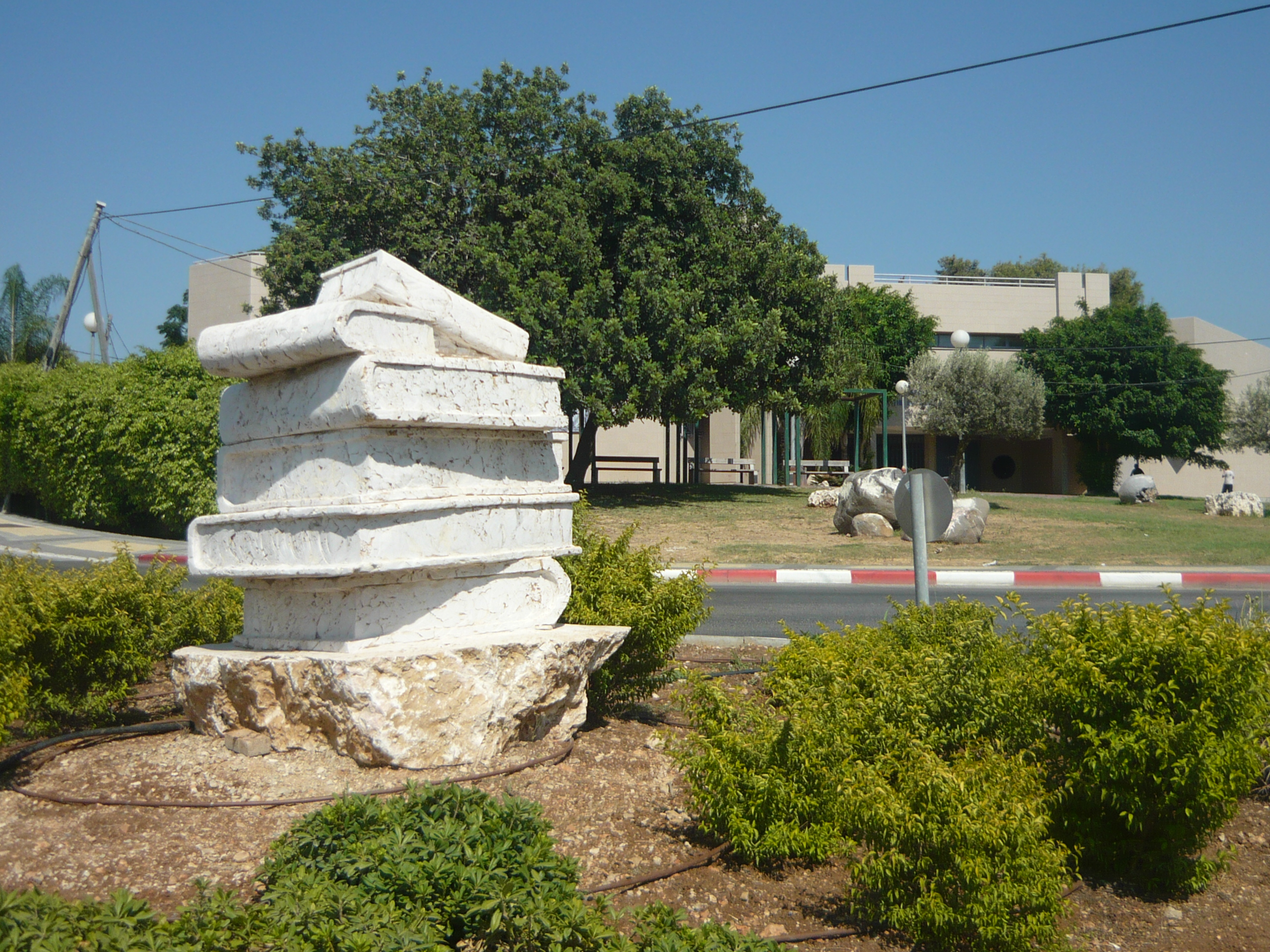
مدينة مجدال هعيمق

مجدال هعيمق (بالعبرية: מגדל העמק - أي: برج الوادي) مدينة إسرائيلية، تقع جنوب غرب مدينة الناصرة العربية في اللواء الشمالي. تأسست عام 1953 كمخيم لاجئين لإستيعاب اليهود المهاجرين إلى إسرائيل على أنقاض قرية المجيدل الفلسطينية. تبلغ مساحتها 7.6 كم2، كما بلغ عدد سكانها في عام 2007 قرابة 24,000 نسمة.